# Эскимо
Эскимо́ — глазированное мороженое на палочке.

## Происхождение
Кристиан Кент Нельсон, американец датского происхождения, владелец фабрики по производству сладостей для детей, однажды облил брикетик мороженого шоколадной глазурью. Новая партия эскимо готовилась уже в паре с партнёром Расселом Стовером. Название новому продукту дали «эскимо пай» (от англ. Eskimo Pie — «эскимосский пирог»). Первая промышленная партия, объёмом 25 тысяч штук, была выпущена в 1920 году и уже 24 января 1922 года новое изобретение было запатентовано в США под номером 1,404,539. С тех пор в США и некоторых других странах 24 января отмечают неофициальный праздник, который назвали международный День Эскимо.
Эскимо-пай вскоре распространился в разных странах. Во Франции эскимо продавалось во время показа картины Роберта Флаэрти «Нанук с севера», а в 1928 году Шарль Жерве, создатель компании «Gervais», производившей сыры, начал производить сливочное мороженое на палочке в шоколадной глазури. По традиции эскимо называют и сорта глазированного мороженого на палочке с начинкой из другого сорта мороженого, фруктовых или ягодных смесей (двухслойные эскимо).

## В СССР

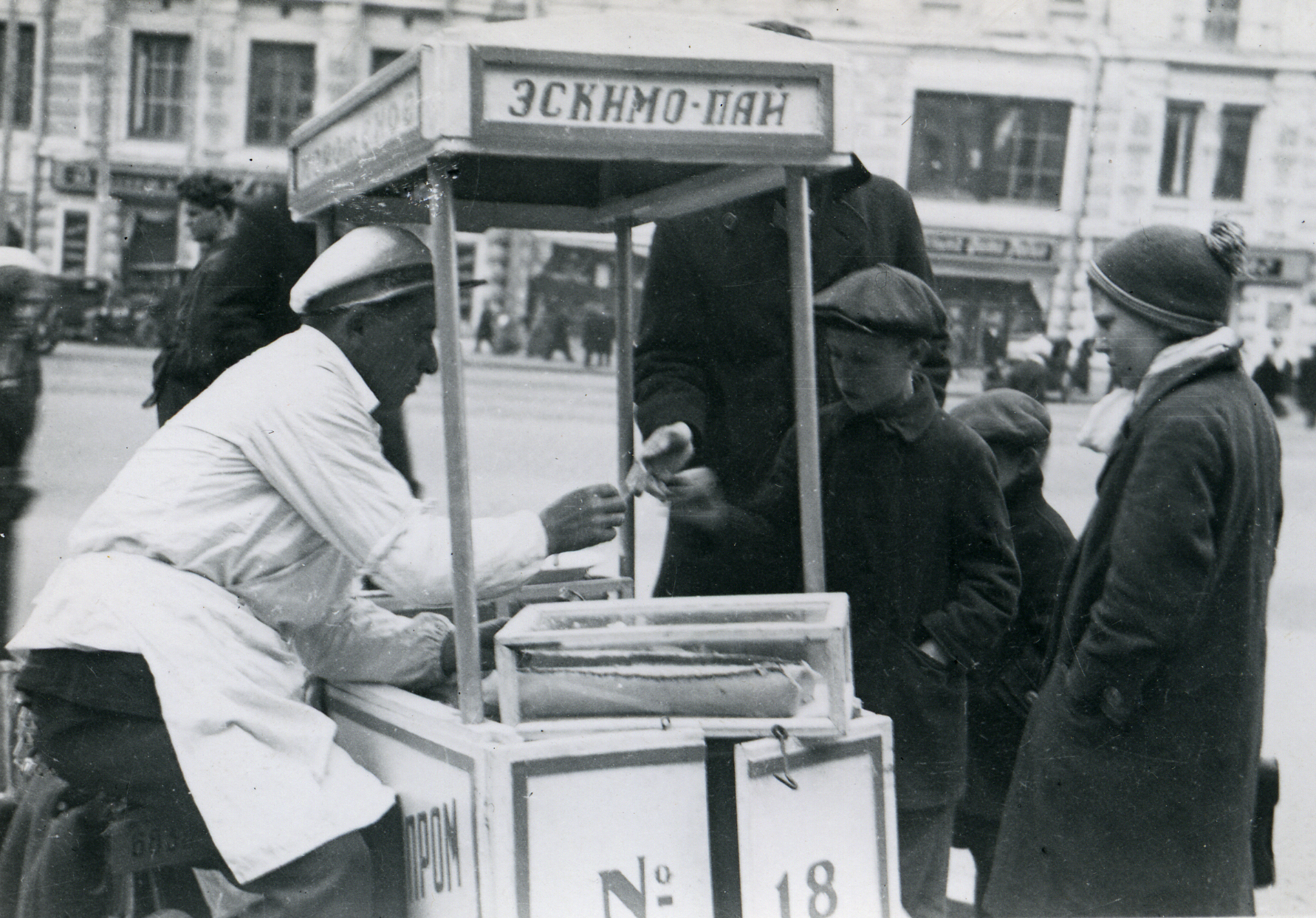
Продажа эскимо-пай в СССР в 1935 году

В СССР эскимо появилось в 1935 году. Насколько известно[кому?] ,это была личная инициатива народного комиссара продовольствия А. И. Микояна. Глазированные цилиндрики сливочного мороженого с деревянной палочкой внутри изготовлялись на ручной дозировочной машинке и заворачивались в бумагу. Промышленный «эскимо-генератор» появился на Московском хладокомбинате № 8 уже через два года после окончания Великой Отечественной войны — в 1947 году.

## В искусстве
- В книге Л. Лагина «Старик Хоттабыч» (в редакции 1955 года) и снятом по ней одноимённом художественном фильме джинн Гассан Абдурахман ибн Хоттаб, оказавшийся в СССР, во время просмотра циркового представления в большом количестве поедает очень понравившееся ему эскимо.
- В «Песенке Крокодила Гены» из мультипликационного фильма «Чебурашка» (слова Александра Тимофеевского, музыка Владимира Шаинского) есть строки:

…Прилетит вдруг волшебник

В голубом вертолёте

И бесплатно покажет кино.

С Днём рожденья поздравит

И, наверно, оставит

Мне в подарок пятьсот эскимо…